# Ali Dachti
Ali Dashti (en persan: علی دشتی [æˈliː dæʃˈtiː]) (né en 1896 - mort le 16 janvier 1982) est un rationaliste iranien du XXe siècle, fortement influencé par Omar Khayyam.

## Biographie
Né dans une famille persane au Dashtestan en Iran en 1896. Il reçut une éducation religieuse traditionnelle. Il étudia la théologie islamisque, l'histoire, la grammaire arabe et perse ainsi que la littérature classique dans des médersas à Kerbala et Nadjaf (en Irak). Il retourna en Iran en 1918 et vécut à Chiraz, Ispahan, et finalement à Téhéran, où il s'engagea dans la politique.
Plutôt que de devenir un clerc, il devint un journaliste et publia un journal (Shafaq-e Sorkh) à Téhéran de 1922 à 1935. Il fut membre du Parlement (Majlis) de nombreuses fois entre 1928 et 1946.
Dashti fut arrêté à deux reprises : la première fois en 1920 et ensuite en 1921 après le coup d'État qui amena le futur Reza Shah au pouvoir. Ses mémoires de prison, firent de lui une célébrité dans son pays ainsi qu'à l'étranger.
La visite de Dashti en Russie en 1927 fut une étape cruciale pour son futur développement des idées de scepticisme et de Libre-pensée.
En 1946, il critiqua l'entrée du parti Tudeh au gouvernement ainsi que les concessions faites à la République des Soviets, ce qui l'amena en prison. Il fut nommé sénateur et le demeura jusqu'en 1979, année de la révolution islamique. Dashti écrivit ses pensées dans le livre "23 ans" en 1937, qui ne fut pas publié en Iran, du fait de la censure (le régime du Shah interdit la publication de texte critique envers la religion musulmane entre 1971 et 1977). Il fut publié anonymement au Liban à Beyrouth probablement en 1974. Ali Dashti donna une copie du livre à F.R.C. Bagley en 1975 et lui demanda de le publier après sa mort. Bagley pensait que ce livre était intéressant car il discutait à la fois les valeurs et problèmes que l'Islam présentait aux musulmans modernes. Selon lui, le livre faisait ce que les érudits musulmans n'avaient pas encore fait : prendre en compte les contradictions et problèmes sans faire d'apologie. Le livre, "23 ans", qui curieusement ne paraît pas encore édit dans une traduction française, faisait référence à la carrière prophétique de Mahomet.
Il fut arrêté après la révolution et sévèrement battu pendant un de ses interrogatoires. Après avoir été relâché, il ne fut pas autorisé à retourner chez lui. En 1979, il autorisa la publication de son livre, "23 ans", par des groupes clandestins d'opposition. Le livre a probablement été vendu dans des éditions piratées de 1980 à 1986 (près d'un demi million de copies).
Un journal iranien fit part de son décès en 1982. Il fut torturé à mort par le régime islamique.